# Andreas Bugge
Andreas Fredrik Bugge, född den 24 januari 1859 i Larvik, död den 16 december 1945, var en norsk arkitekt.
Efter praktisk utbildning som murare och studier i arkitektur verkade Bugge 1884–95 som praktiserande arkitekt i Larvik, Skien och Sundsvall, där han efter förödande eldsvådor uppförde en mängd hus. Från 1895 var han byggnadsledare vid flera av de största byggnadsföretagen i Norge, bland annat vid uppförandet av Rønvik sinnessjukasyl vid Bodø, Norges Banks nybyggnad i Kristiania och Norges tekniske høgskole i Trondheim. Då denna läroanstalt inrättades 1910 blev Bugge professor i byggnadslära. 
Bugge var ordförande i Norsk Ingeniør- og Arkitektforening och Nordenfjeldske Arkitektforening samt i den antikvariskt inriktade föreningen Det gamle og ny Trondhjem.